# Monaster Bođani
Monaster Bođani – prawosławny męski klasztor położony w odległości 15 km od Baču.
Monaster został założony w 1478, według tradycji na pamiątkę uzdrowienia kupca o imieniu Bogdan, który miał odzyskać wzrok po przemyciu oczu w miejscowym źródle. Pierwotne budynki klasztorne zostały jednak zniszczone przez Turków. Odbudowany monaster przetrwał do powstania Rakoczego, gdy został ponownie zrujnowany. W 1722 wzniesiono istniejącą do dzisiaj główną cerkiew klasztorną; reprezentuje ona styl barokowy. W 1739 Hristofor Žefarović wykonał w niej freski. 
Na początku lat 90. XX wieku klasztor zamieszkiwały przez krótki czas mniszki, po czym na nowo stał się on monasterem męskim, filią monasteru Kovilj.
Święto patronalne klasztoru przypada w uroczystość Wprowadzenia Matki Bożej do Świątyni.